# Comuna de Igołomia-Wawrzeńczyce
Igołomia-Wawrzeńczyce (polaco: Gmina Igołomia-Wawrzeńczyce) é uma gminy (comuna) na Polónia, na voivodia de Pequena Polónia e no condado de Krakowski. A sede do condado é a cidade de Wawrzeńczyce.
De acordo com os censos de 2004, a comuna tem 7629 habitantes, com uma densidade 121,9 hab/km².

## Área
Estende-se por uma área de 62,59 km², incluindo:
- área agricola: 88%
- área florestal: 0%

## Demografia
Dados de 30 de Junho 2004:
|                      | Total   | Total | Mulheres | Mulheres | Homens  | Homens |
| -------------------- | ------- | ----- | -------- | -------- | ------- | ------ |
|                      | pessoas | %     | pessoas  | %        | pessoas | %      |
| População            | 7629    | 100   | 3889     | 51       | 3740    | 49     |
| Densidade (pop./km²) | 121,9   | 100   | 62,1     | 62,1     | 59,8    | 59,8   |

De acordo com dados de 2002, o rendimento médio per capita ascendia a 1177,35 zł.

## Subdivisões
- Dobranowice, Igołomia, Koźlica, Odwiśle, Pobiednik Mały, Pobiednik Wielki, Rudno Górne, Stręgoborzyce, Tropiszów, Wawrzeńczyce, Wygnanów, Złotniki, Zofipole, Żydów.

## Comunas vizinhas
- Drwinia, Kocmyrzów-Luborzyca, Koniusza, Kraków, Niepołomice, Nowe Brzesko, Proszowice